# Спиннингование
Спиннингование (англ. melt spinning technique) — способ получения аморфных металлических сплавов в виде тонких лент путём сверхбыстрого (со скоростью > 106 K/сек) охлаждения расплава на поверхности вращающегося холодного диска или барабана.

## Описание

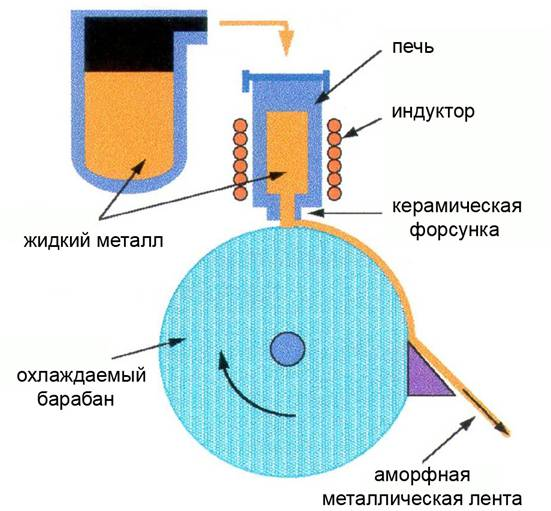
Спиннингование

Аморфные сплавы систем Fe-Si-B, Fe-Cu-Nb-Si-B и Al-Cr-Ce-M (M = Fe, Co, Ni, Cu) служат исходным материалом для формирования в них наноструктуры путём контролируемой кристаллизации, что существенно улучшает механические и магнитные свойства сплавов. Спиннингование расплава осуществляется, когда струя расплавленного сплава под избыточным давлением газа (процесс ведётся в инертной атмосфере) подаётся через отверстие в тигле на поверхность вращающегося с большой скоростью охлаждаемого барабана. Структура и свойства получаемого сплава зависят от его состава, скорости закалки, условий инжекции и разнице температур в тигле и на поверхности барабана.